# Slagtehal 3
Slagtehal 3 er en aarhusiansk undergrundsbiograf og cafe, beliggende i Mejlgade 50, i det centrale Aarhus. 
Slagtehal 3 startede i lokaler ved Aarhus Havn som en støtteforening for det tidligere 'Århus video Workshop' (det nuværende Mediehus Aarhus) hvis lokaler tidligere havde huset et slagtehus, deraf stammer navnet. Navnet et også en reference til biografens forkærlighed for blodige film. I 1991 flyttede biografen til de nuværende lokaler i Mejlgade. 
Slagtehal 3 har officielt eksisteret siden 1987, dog er der uklarhed om dette, da et par af klubbens medlemmer mener at året er 1988.
Filmklubbens stiftere er nu æresmedlemmer.
Undergrundsbiografen er åben for alle hver torsdag, ligesom i de gængse biografer, Priserne er lave, oftest under 45kr for 2 film, og det gives rabat til medlemmer. Biografen er præget af undergrundsstemning med salg af øl mens filmen kører.
Er der udsolgt til en forestilling, stiller personalet gerne et par træstole ind til de ekstra gæster.
Biografen har generelt film på programmet som den gængse biograf gænger ville betegne som B-film, det er ting som splatterfilm, monsterfilm, asiatiske gysere, blaxploitation, 50'er sci-fi, gysere og ungdomsfilm fra 80'erne, musikdokumentarfilm og meget andet fra den alternative filmgenre.
I Filmprogrammet for efteråret 2010 beskriver slagtehal sig selv således:
"Et sted for filmnørder og filmfreaks. Et åndelig fødehul for hungrende filmslugere. En kælder fuld af ligesindede. En oplevelse skåret ud af det sædvanlige. Et sted med mange ansigter. Et sted. Uhmmmm...Slagtehal3"